# رامون هيكس
رامون هيكس (بالإسبانية: Ramón Hicks)‏ (30 مايو 1959 بأسونسيون في باراغواي - ) هو مدرب كرة قدم ولاعب كرة قدم باراغواياني في مركز الهجوم، شارك في كأس العالم 1986. وشارك مع منتخب باراغواي لكرة القدم. أما مع النوادي، فقد لعب مع إنديبندينتي وريال أوفييدو وسيرو بورتينيو ومانشستر يونايتد ونادي إلتشي ونادي ديبورتيفو سان خوسي ونادي ساباديل ونادي ليبرتاد وناسيونال مونتيفيديو.

## وصلات خارجية
- رامون هيكس على موقع الاتحاد الدولي (مؤرشف)  (الإنجليزية)
- رامون هيكس على موقع قاعدة بيانات كرة القدم.إي يو (الإنجليزية)
- رامون هيكس على موقع ناشيونال فوتبول تيمز (الإنجليزية)
- رامون هيكس على موقع عالم كرة القدم.نت (الإنجليزية)